# 国际红十字会博物馆

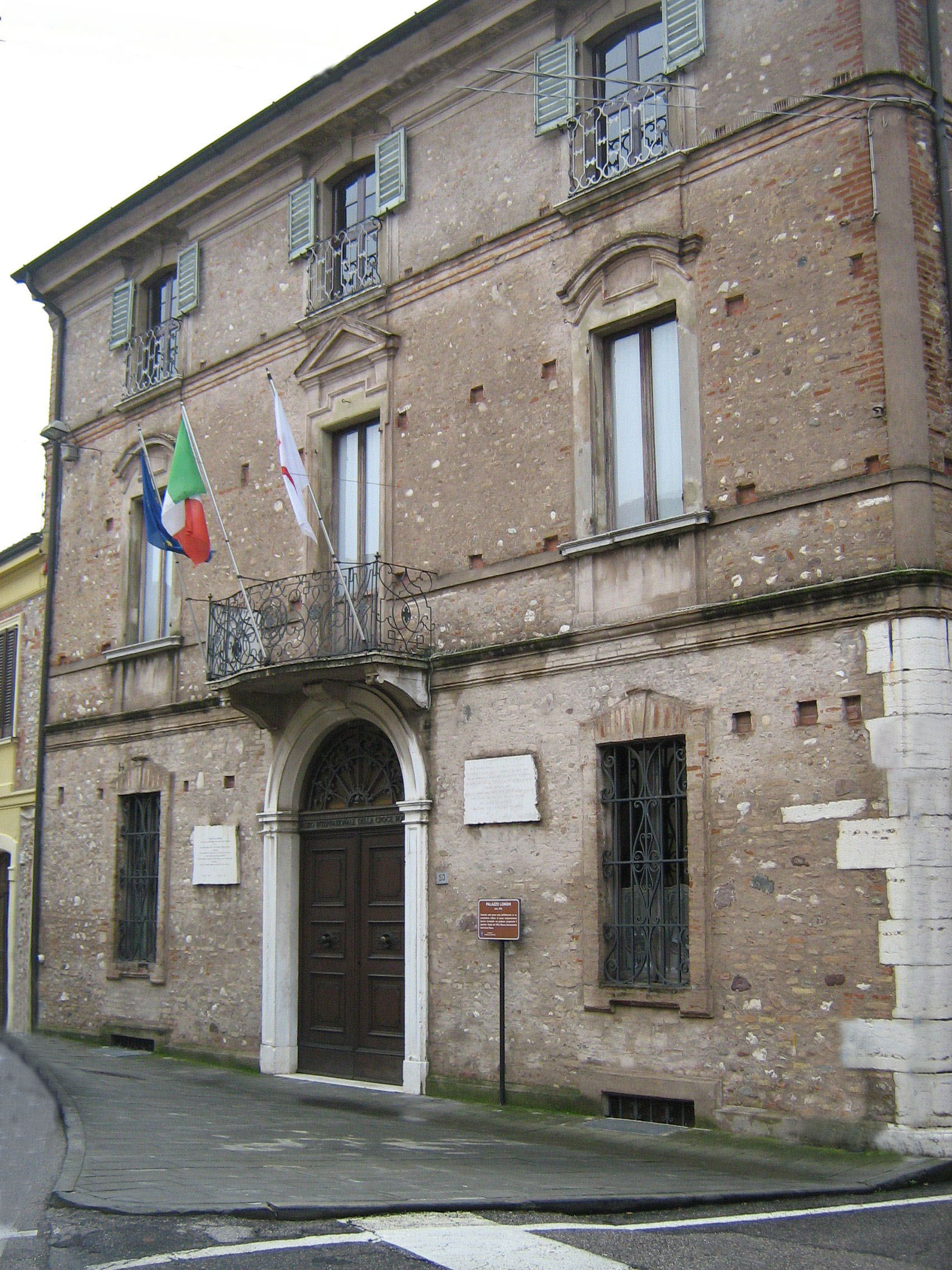

国际红十字会博物馆（Museo internazionale della Croce Rossa）是一个博物馆，位于意大利曼托瓦省斯蒂维耶雷堡加里波第街50号，历史悠久的朗吉宫，1959年由市政府捐赠给意大利红十字会。

## 历史
1859年6月24日，日内瓦人亨利·杜南目睹在索尔费里诺战役中，斯蒂维耶雷堡的妇女为伤员提供的非凡救援工作，萌生了创立红十字会的灵感。奥匈帝国军队被法国-撒丁王国联军击败，开启了意大利统一的进程的开始。在40000名伤员中，许多人于1859年6月24日晚送往斯蒂维耶雷堡。神父洛伦佐·巴尔齐扎协调了救援工作，将教堂、和私人住宅改造成了临时医院。在该市的12座教堂中，最主要的一座是斯蒂维耶雷堡主教座堂。
亨利·杜南是邦多尼·帕斯托里奥家族宫殿的客人，在这感人的经历中，他将战争伤员平等和救援人员中立的原则具体化，成立了红十字会。 1864年8月22日，12个政府的代表在日内瓦签署了红十字会公约。
博物馆收藏了纪念国际红十字运动诞生和发展的物品和文件。藏品包括红十字会使用的运输工具，担架和救护车，以及急救手术中使用的各种物品，如手术器械和敷料。在博物馆保存的珍贵文物中，有亨利·杜南1862年所写《索尔费里诺回忆录》一书的原稿。